# محوطه و خرابه‌های قلعه چوبین
محوطه و خرابه‌های قلعه چوبین مربوط به سده‌های ۷ تا ۹ ه.ق و دوره قاجار است و در شهرستان داورزن، بخش مرکزی، دهستان کاه، ۱۰ کیلومتری جنوب غرب روستای چوبین (۶۷ کیلومتری غرب سبزوار) واقع شده و این اثر در تاریخ ۱۸ اسفند ۱۳۸۷ با شمارهٔ ثبت ۲۴۹۹۳ به‌عنوان یکی از آثار ملی ایران به ثبت رسیده است.